# Pristimantis tenebrionis
Eleutherodactylus tenebrionis là một loài động vật lưỡng cư trong họ Strabomantidae, thuộc bộ Anura. Loài này được Lynch & Miyata mô tả khoa học đầu tiên năm 1980.